# Noturus fasciatus
Noturus fasciatus là một loài cá nước ngọt hiếm ở bang Tennessee, Hoa Kỳ.  Nó được miêu tả lần đầu là một loài khác với Noturus crypticus vào năm 2005. Nó thường ăn các côn trùng như ấu trùng phù du, đá, và xương rồng.